# Willem Drop (bestuurder)
Willem Drop (Vlaardingen, 22 augustus 1880 - Rotterdam, 10 maart 1939) was een Nederlands vakbondsbestuurder en Tweede Kamerlid voor de SDAP.
Drop groeide op in een arbeidersgezin in Vlaardingen. Na de lagere school ging hij op twaalfjarige leeftijd als koffiejongen werken in een kuiperij, waar hij vervolgens als kuiper en haringpakker werkzaam was. Na te hebben deelgenomen aan de spoorwegstakingen van 1903 werd hij lid van de kuipersvakbond en drie jaar later van de SDAP. Vanaf 1908 zat hij in het bestuur van diverse vakbonden. Van 1919 tot 1922 en van 1935 tot 1939 was hij gemeenteraadslid in Rotterdam. Van 1925 tot zijn dood in 1939 was hij vier periodes lid van de Tweede Kamer voor de SDAP.

## Publicaties
- 1919. De zee-ongevallen wet 1919
- 1922. In donkere tijden, strijdbaar geloof
- 1926. Roomsch-Katholiek solidarisme in theorie en practijk
- 1929. De waarheid inzake de Maastrichtsche schietpartij op 16 oktober 1929. De provocaties van katholieke zijde bewezen
- 1934. Advies nopens het verslag van de commissie voor de reorganisatie van de weermacht 1934
- 1937. Het Plan van de arbeid en de binnenscheepvaart. met H.J. van Braambeek.